# 廖士賢
廖士賢（英語：Sam Liao；1976年5月15日—），台灣創作歌手。他獲得第30屆金曲獎最佳台語專輯獎、第10屆金音創作獎最佳創作歌手。2019年獲頒嘉義市首位傑出市民，並創作一首歌曲〈嘉義〉。2022年11月發行第五張專輯《入》。

## 生平
廖士賢上有兄姊，為家中老么，家中經營電器經銷多年，父母原本希望他繼承家業。1994年高中時期自學吉他，在餐廳駐唱。1996年進入板橋亞東工專就讀。1997年，與同學共組樂團，取名「角頭」，擔任詞曲創作與電吉他手，走地下搖滾路線，嗜聽Nirvana、Radiohead、Oasis、The Verve等樂團作品。後因「角頭音樂」成立，樂團更名為「散戶」。1999年四月入伍，服役於高雄左營海軍陸戰隊。
2001年北上，為生計曾在唱片行打工，以及南港101賣螢光棒，並開始著手錄製DEMO《37巷》。以〈自省〉一曲入選「星願全國創作歌曲演唱大賽」決賽。2002年三月開始於角頭錄音室錄製個人第一張專輯，個人詞曲創作〈愛情電影片〉收錄於陶晶瑩《青春》專輯。同年十二月，個人首張創作專輯《完美世界》正式發行。2005年黃信堯導演的紀錄片《唬爛三小》片尾曲即採用《完美世界》專輯裡的歌曲〈找愛〉。另外與四分衛樂團合唱〈雨呷呢大〉這首歌。
2007年推出第二張創作專輯《料想不到》，之後長達8年的時間未發行專輯，將自己關在工作室做音樂練功。有一天突然接到金曲台語歌王荒山亮電話，讓他鼓起勇氣嘗試做專輯，心中感謝音樂前輩願禮賢下士。
2016年12月30日發行第三張創作專輯《門》，2017年入圍第28屆金曲獎「最佳台語男歌手」，成立山畝音樂文化工作室Sam Studio。2018年9月29日受邀至總統府現場演唱。12月第四張創作專輯《西部》發行，邀請越籍法國作曲家兼鋼琴家 尊室安與台灣音樂家柯智豪老師共同編曲。
2019年2月詮釋大愛電視台《菜頭梗的滋味》的主題曲〈江山有夢〉。5月《西部》榮獲中華音樂人交流協會2018年度十大專輯。6月榮獲第30屆金曲獎最佳台語專輯獎，尊室安榮獲最佳編曲人獎。8月受邀為阮劇團《嫁妝一牛車》將德國民謠野玫瑰重新編曲並獻唱。8月22日受邀參與民雄大士爺文化祭的演出。9月7日出席在臺北賓館舉辦的中華文化總會藝文聯誼茶會，並現場演唱歌曲。11月榮獲第10屆金音創作獎最佳創作歌手。12月31日參與嘉義市立體育館「全嘉藝起來跨年晚會」的演出。
2020年5月其成長過程及音樂作品被出成國中英文段考考題。8月擔任台灣原創流行音樂大獎的評審。9月擔任第三十七屆政大金旋獎初賽獨唱、重對唱組評審，給予所有進入決賽的同學們在演唱上的建議與鼓勵。10月因《西部》專輯的歌曲〈遙遠的所在〉，被獲邀參加法國克萊蒙費朗國際短片電影節。
2020年11月被插畫家阿尼默邀請為台語詩繪本《情批》朗讀，並製作動畫配樂，以貼近書中情感的深情嗓音，搭配鋼琴、弦樂、電吉他、節奏鼓所編曲的一段音樂solo，達成這項任務。2021年5月因阿尼默《情批》摘下義大利波隆那童書展拉加茲獎年度主題《詩類別》評審優選獎，而深感開心與驕傲，顯見兩人之好交情。
2021年適逢臺灣文化協會100週年，MoNTUE北師美術館舉辦《光——臺灣文化的啟蒙與自覺》展覽，受邀錄製語音導覽臺語版，並製作〈光の行進〉、〈光の隱藏〉兩首曲子。
2022年5月以影像作品【永生】概念影片參與法國坎城電影市場展。9月17日參加嘉義市搖滾音樂祭記者會，同時在嘉義市政府文化局音樂廳舉辦搖滾名人講唱會。11月發行第五張創作專輯《入》，再度與越籍法國音樂家尊室安及台灣音樂家柯智豪合作，共同擔任製作人。
2023年以〈永生〉、〈偷走的時間〉、〈歸天〉三首音樂的精神質地寫出了《永生 Eternal》的劇本，並首次擔任導演，全片在嘉義拍攝，將東石、布袋獨特的人文地景繪入影像中。5月入圍第34屆金曲獎「最佳台語男歌手」。5月27日獲母校嘉義市興華中學遴選為傑出校友。10月14日獲邀參與阮劇團《熱天酣眠》嘉義場的演出。
2024年，首度執導的影片《永生 Eternal》獲得布宜諾斯艾利斯國際影展官方評選最佳女主角，以及杜拜電影節榮譽獎。12月31日在嘉義跨年晚會上演唱自創曲〈挵來挵去〉、〈俗花〉、〈掖網〉及〈嘉義〉四首，嘉義室內合唱團也加入。2025年《永生 Eternal》入選英國London Awards® International Film Festival「倫敦國際電影節」最佳劇情長片，並進入到最終名單Finalists獲得入圍獎項。

## 音樂作品

### 個人創作專輯
|    | 專輯名稱     | 唱片公司 | 發行日期       | 曲目 |
| 1. | 《完美世界》 | 角頭音樂 | 2002年12月1日  | 歌名 1. 完美世界 2. 找愛 3. 自省 4. 假如我是你 5. 靡亂 6. 淹沒 7. 煙圈圓圈 8. 眼睛 9. 時代 10. 白賊話 11. 希望             |
| 2. | 《料想不到》 | 角頭音樂 | 2007年11月6日  | 歌名 1. 誤會 2. 放乎輕鬆 3. 愛情漫步 4. 厚臉皮 5. 感情債 6. 1995 7. 愛情界限 8. 月下絲線 9. 秋別 10. 幫我一個忙 11. 舊衣裳 |
| 3. | 《門》       | 動脈音樂 | 2016年12月30日 | 歌名 1. 門 2. 誰人徛佇厝尾頂 3. 線索 4. 青春的賀爾蒙 5. Money無夠濟 6. 罪 7. 規暝的目屎 8. 天頂有一粒山 9. 鑽縫 10. 飛上天 |
| 4. | 《西部》     | 角頭音樂 | 2018年12月     | 歌名 1. 遙遠的所在 2. 俗花 3. 西索米亞 4. 轉 5. 烌烌 6. 掖網 7. 阿強 8. 泅                                                 |
| 5. | 《入》       | 滾石唱片 | 2022年11月18日 | 歌名 1.偷走的時間 2.永生 3.歸天 4.初 5. 挵來挵去 6.倒反 7.墨 8.道 9.烏白仁 10.出入                                         |

### 詞曲創作
| 發行年份 | 歌曲名稱       | 創作部分 | 創作部分 | 收錄專輯       | 演唱歌手 | 附註             |
| 發行年份 | 歌曲名稱       | 作詞     | 作曲     | 收錄專輯       | 演唱歌手 | 附註             |
| -------- | -------------- | -------- | -------- | -------------- | -------- | ---------------- |
| 2002     | 愛情電影片     |          |          | 《青春》       | 陶晶瑩   |                  |
| 2002     | 兩個寂寞       |          |          | 《青春》       | 陶晶瑩   |                  |
| 2006     | 若不是你       |          |          | 《博杯》       | 江蕙     |                  |
| 2015     | 對我說bye bye  |          |          | 《緩緩愛》     | 江惠儀   |                  |
| 2015     | 誰人徛在厝尾頂 |          |          | 《為你活下去》 | 荒山亮   |                  |
| 2018     | 迷             |          |          | 《小秘密》     | 樂夏     | 與何芸娜共同作詞 |
| 2018     | 單身獨白       |          |          | 《小秘密》     | 樂夏     | 與樂夏共同作詞   |
| 2018     | 上厲害         |          |          | 《出社會》     | 林宗興   |                  |
| 2019     | 女人心         |          |          | 《鏡》         | 潘越雲   |                  |
| 2019     | 完美的男性     |          |          | 《毒糖仔》     | 李婭莎   |                  |
| 2019     | 愛著你 礙著你  |          |          | 《毒糖仔》     | 李婭莎   |                  |
| 2021     | 無火的夜市     |          |          | 《有閒》       | 蔡昌憲   |                  |

### 影像作品
| 名稱 | 導演   | 附註                |
| ---- | ------ | ------------------- |
| 永生 | 廖士賢 | YouTube上的《永生》 |

### 單曲
| 歌名     | 作詞   | 作曲   | 附註                                                                                   |
| -------- | ------ | ------ | -------------------------------------------------------------------------------------- |
| 有魂無體 | 杜信龍 | 廖士賢 | YouTube上的《有魂無體》                                                                |
| 咻砰     | 廖士賢 | 廖士賢 | 台灣原創流行音樂大獎第十五屆河洛語組佳作。 YouTube上的《咻砰》                         |
| 嘉義     | 廖士賢 | 廖士賢 | 獲頒嘉義市首位傑出市民，市長黃敏惠邀約創作歌曲，展現嘉義人的氣魄。 YouTube上的《嘉義》 |

### 其他作品製作
1. Sars系列關懷電影【台北遊民】音樂設計
2. 公視人生劇展 【誰來坐大位】音樂設計
3. 大佳臘特展【台北風雲三百年】音樂設計
4. 散戶樂團《首卷》創作專輯
5. 曾鈺婷 MIA 《相信.愛》創作專輯 （喜馬拉雅唱片）
6. 曾鈺婷 MIA 《琥珀色的獨白》創作EP (禾廣唱片）
7. 阿家（A-Ga) 觀音山人文歌謠EP (禾廣唱片）
8. 葉琮文 吉他獨奏專輯 （禾廣唱片）
9. 方宥心 《心途》創作EP (動脈音樂）
10. 樂夏 Leshia 首張全創作同名專輯 （動脈音樂）
11. 樂夏 Leshia 《小秘密》創作專輯（動脈音樂）
12. 廖士賢 《完美世界》創作專輯 （角頭音樂）
13. 廖士賢 《料想不到》創作專輯 （角頭音樂）
14. 廖士賢 《門》創作專輯 （動脈音樂）
15. 廖士賢 《西部》創作專輯 （角頭音樂）
16. 臺灣原創母語音樂合輯 / 生命之歌 （角頭音樂）
17. 臺灣原創母語音樂合輯 /土地之歌 （角頭音樂）
18. 游騰霖 《091521》創作專輯 （滾石唱片）
19. 何瑞康 《山那》創作專輯 （滾石唱片）
20. 林助家 《人文 歌謠 觀音山》創作專輯 （息壤音樂）
21. 奕超 《自己》創作專輯 （息壤音樂）
22. 廖士賢 《入》創作專輯 （滾石唱片）

## 節目及活動參與
| 日期                | 活動名稱                                    |
| ------------------- | ------------------------------------------- |
| 2016年3月28日       | 文藝中年搖滾客第六集 喝酒聊音樂             |
| 2017年6月21日       | 民視四季線上 你在大聲什麼啦                 |
| 2017年6月25日       | 八大第一台 台灣紅歌序曲                     |
| 2017年7月8日        | 第三屆Aquatopia渥托邦 海洋狂想              |
| 2017年7月15日       | 金山夜蹦火 夏日漁火之歌音樂會               |
| 2017年8月5日        | 基隆和平島大地音樂祭                        |
| 2019年4月9日        | 原住民族廣播電台 耳朵借我                   |
| 2019年4月13日       | StreetVoice 未來進行式                      |
| 2019年6月7日        | 中央廣播電台 全世界最亮的光                 |
| 2019年7月17日       | 中廣流行網 娛樂E世代                        |
| 2019年7月31日       | 臺北廣播電台 公民總主筆                     |
| 2019年8月22日       | 民雄大士爺文化祭                            |
| 2019年11月10日      | 角頭紀錄片「我不流行二十年」首映會          |
| 2020年1月24日       | 公視 台灣記事簿除夕特別節目                 |
| 2020年6月12日       | 這聲好啊！Our Podcast                       |
| 2020年7月11日－12日 | 原住民族廣播電台 哈娜麥莎微醺時刻           |
| 2020年8月24日       | MÜST社團法人中華音樂著作權協會 線上直播     |
| 2020年11月15日      | 詩畫 X 音聲——用台語談情批 阿尼默 新書座談會 |
| 2021年11月27日      | 鄭順聰詩集 《我就欲來去》 新冊發表          |
| 2022年3月12、19日   | 漢聲廣播電台 臺灣重低音                     |
| 2022年9月17日       | 嘉義市搖滾音樂祭-搖滾名人講唱會             |
| 2023年2月5日        | 這聲好啊！Our Podcast                       |
| 2023年9月23日       | Project 20 嘉義私生活講座（與陳朝江對談）   |
| 2024年12月31日      | 迎接2025 全嘉藝起來跨年晚會                 |

## 獎項紀錄

### 金曲獎
| 年份 | 屆次         | 專輯               | 獎項           | 入圍                 | 結果 |
| ---- | ------------ | ------------------ | -------------- | -------------------- | ---- |
| 2016 | 第27屆金曲獎 | 《台語新浪潮》合輯 | 最佳台語專輯   | 《台語新浪潮》合輯   | 提名 |
| 2017 | 第28屆金曲獎 | 《門》             | 最佳台語男歌手 | 《門》               | 提名 |
| 2019 | 第30屆金曲獎 | 《西部》           | 最佳年度專輯   | 《西部》             | 提名 |
| 2019 | 第30屆金曲獎 | 《西部》           | 最佳台語男歌手 | 《西部》             | 提名 |
| 2019 | 第30屆金曲獎 | 《西部》           | 最佳台語專輯   | 《西部》             | 獲獎 |
| 2019 | 第30屆金曲獎 | 《西部》           | 最佳編曲       | 尊室安《遙遠的所在》 | 獲獎 |
| 2023 | 第34屆金曲獎 | 《入》             | 最佳台語男歌手 | 《入》               | 提名 |

### 其他獎項
1. 2005臺灣原創流行音樂大獎第二屆河洛語組佳作 （作品：誤會、厚臉皮）
2. 2006臺灣原創流行音樂大獎第三屆河洛語組佳作（作品：歸暝的目屎）
3. 2006 MÜST社團法人中華音樂著作權仲介協會 傑出會員
4. 2015第一屆台語新浪潮 詞曲創作冠軍
5. 2017第8屆金音創作獎入圍【最佳民謠單曲獎】（作品：門）
6. 2018臺灣原創流行音樂大獎第十五屆河洛語組佳作（作品：咻砰）
7. 2019中華音樂人交流協會【2018年度十大專輯】
8. 2019第10屆金音創作獎【最佳創作歌手】
9. 2023第一屆浪潮音樂大賞入圍【最佳閩南語專輯】

## 外部連結
- 廖士賢 Sam Liao | Facebook
- 廖士賢 YouTube頻道 （页面存档备份，存于）
- 廖士賢 Instagram
- 廖士賢 StreetVoice街聲 （页面存档备份，存于）